# Helmond Sport in het seizoen 1982/83
Het seizoen 1982/1983 was het 28e jaar in het bestaan van de Helmondse betaaldvoetbalclub Helmond Sport. 
De club kwam uit in de Eredivisie en eindigde daarin op de 15e plaats. Tevens deed de club mee aan het toernooi om de KNVB beker, 
hierin werd de club in de derde ronde, na verlenging, uitgeschakeld door Roda JC (2–3).

## Wedstrijdstatistieken

### Eredivisie
|       | Ajax  | AZ '67 | Excelsior | Feyenoord | Fortuna Sittard | Go Ahead Eagles | FC Groningen | FC Haarlem | NAC   | N.E.C. | PEC Zwolle '82 | PSV   | Roda JC | Sparta Rotterdam | FC Twente | FC Utrecht | Willem II |
| ----- | ----- | ------ | --------- | --------- | --------------- | --------------- | ------------ | ---------- | ----- | ------ | -------------- | ----- | ------- | ---------------- | --------- | ---------- | --------- |
| Thuis | 1 – 4 | 1 – 0  | 1 – 4     | 0 – 1     | 1 – 1           | 1 – 0           | 2 – 2        | 1 – 0      | 6 – 1 | 1 – 0  | 2 – 2          | 2 – 5 | 2 – 0   | 2 – 2            | 0 – 0     | 1 – 1      | 2 – 1     |
| Uit   | 5 – 0 | 4 – 1  | 0 – 0     | 2 – 1     | 3 – 2           | 3 – 0           | 4 – 2        | 2 – 2      | 4 – 2 | 1 – 1  | 2 – 2          | 3 – 1 | 3 – 1   | 1 – 2            | 3 – 0     | 2 – 1      | 4 – 0     |

### KNVB Beker
| 1e ronde                                            | DOVO                                                      | 2 – 3 (0 – 1)                               | Helmond Sport                                                                  |
| 9 oktober 1982 Plaats: Veenendaal Sportpark Panhuis | Co de Smalen 67' Steef van der Oosterkamp 86'             |                                             | 41' Henny van der Ven 50' Johan van der Hooft 52' Hans Strijbosch              |
| 2e ronde                                            | Helmond Sport                                             | 4 – 4 (3 – 3, 2 – 0) Winst na strafschoppen | FC Utrecht                                                                     |
| 13 november 1982 Plaats: Helmond De Braak           | Harry Lubse 12', 51' Gerrie Dijkstra 43' Jos Lacroix 117' |                                             | 70' Ben Rietveld 80' (pen.) Koos van Tamelen 84' Willy Carbo 95' Dick Advocaat |
| 3e ronde                                            | Helmond Sport                                             | 2 – 3 (2 – 2, 1 – 2) Na verlenging          | Roda JC                                                                        |
| 8 januari 1983 Plaats: Helmond De Braak             | Gerrie Dijkstra 1', 70'                                   |                                             | 8', 119' John Eriksen 15' Roger Raeven                                         |

## Statistieken Helmond Sport 1982/1983

### Eindstand Helmond Sport in de Nederlandse Eredivisie 1982 / 1983
| Stand | Gespeeld | Gewonnen | Gelijk | Verloren | Punten | Doelpunten voor | Doelpunten tegen |
| ----- | -------- | -------- | ------ | -------- | ------ | --------------- | ---------------- |
| 15e   | 34       | 8        | 10     | 16       | 26     | 44              | 70               |

### Topscorers
| #      | Naam                | Goal |
| ------ | ------------------- | ---- |
| 1.     | Gerrie Dijkstra     | 8    |
| 1.     | Harry Lubse         | 8    |
| 3.     | Erwin Cramer        | 7    |
| 4.     | Johan van der Hooft | 6    |
| 5.     | Hans Strijbosch     | 4    |
| 6.     | Peter Corbijn       | 3    |
| 7.     | Robert Cox          | 2    |
| 7.     | Hans Meeuwsen       | 2    |
| 7.     | Hans Ribberink      | 2    |
| 10.    | André Klaassen      | 1    |
| 10.    | Henny van de Ven    | 1    |
| Totaal | Totaal              | 44   |

| #      | Naam                | Goal |
| ------ | ------------------- | ---- |
| 1.     | Gerrie Dijkstra     | 3    |
| 2.     | Harry Lubse         | 2    |
| 3.     | Johan van der Hooft | 1    |
| 3.     | Jos Lacroix         | 1    |
| 3.     | Hans Strijbosch     | 1    |
| 3.     | Henny van der Ven   | 1    |
| Totaal | Totaal              | 9    |

## Voetnoten
Ajax ·
AZ '67 ·
Excelsior ·
Feyenoord ·
Fortuna Sittard ·
Go Ahead Eagles ·
FC Groningen ·
Haarlem ·
Helmond Sport ·
NAC ·
N.E.C. ·
PEC Zwolle '82 ·
PSV ·
Roda JC ·
Sparta Rotterdam ·
FC Twente ·
FC Utrecht ·
Willem II